# Neoancistrotus thiacanthus
Neoancistrotus thiacanthus is een hooiwagen uit de familie Gonyleptidae.